# Tufești
Tufeşti é uma comuna romena localizada no distrito de Brăila, na região de Muntênia. A comuna possui uma área de 72.16 km² e sua população era de 5774 habitantes segundo o censo de 2007.